# Campeonato Piauiense de Futebol de 1968
O Campeonato Piauiense de Futebol de 1968 foi o 28º campeonato de futebol do Piauí. A competição foi organizada pela Federação Piauiense de Desportos e o campeão foi o Piauí.

## Premiação
| Campeonato Piauiense de Futebol de 1968 |
| --------------------------------------- |
| PIAUÍ Tricampeão (3º título)            |